# Vilhelm Bjerknes
Vilhelm o Wilhelm Friman Koren Bjerknes (Oslo, 14 de març de 1862 - 9 d'abril de 1951) és un geofísic, matemàtic i físic noruec que fundà l'Institut de geofísica de Bergen on diversos investigadors desenvoluparen la meteorologia segons els fronts meteorològics. Ajudà a crear el primer sistema de pronòstic meteorològic.
Era fill del físic Carl Anton Bjerknes i Vilhelm s'especialitzà en la mecànica de fluids. El 1890 era assitent de Heinrich Hertz El 1895, Bjerknes va passar a ser professor de mecànica aplicada i de matemàtica a la Universitat d'Estocolm. Des de 1904 pensà en l'aplicació de la mecànica de fluids i la termodinàmica al pronòtic meteorològica. El 1917 fundà l'Institut de geofísica de Bergen. On treballaren els importants meteoròlegs Halvor Solberg i Tor Bergeron. Més tard Ragnar Fjörtoft i el seu propi fill Jacob Bjerknes (1897-1975) s'uniren a l'equip.
Wilhelm i Jacob Bjerknes publicaren el llibre Dynamics of the Circular Vortex with Applications to the Atmosphere and to Atmospheric Vortex and Wave Motion el 1919. El 1921. Wilhelm creà l'Escola de meteorologia de Bergen de gran influència amb una anàlisi a escala sinòptica de les previsions de les pertorbacions atmosfèriques. La seva teoria s'acceptaria a nivell mundial a la dècada de 1930. També aquesta escola va explicar el 1957 les correlacions entre El Niño i les anomalies climàtiques del sud del Pacífic.
La seva dona, Honoria, era la germana de Kristine Bonnevie, la primera dona catedràtica de Noruega.
Va ser membre de la Royal Society el 1933. Els cràters lunars i de Mart Bjerknes reben el nom en honor seu.